# Tomokazu Nagira
Tomokazu Nagira (født 17. oktober 1985) er en tidligere japansk fodboldspiller.
Han har spillet for flere forskellige klubber i sin karriere, herunder Avispa Fukuoka og Gainare Tottori.